# Minaya (stacja kolejowa)
Minaya (hiszp. Estación de Minaya) – stacja kolejowa w miejscowości Minaya, w prowincji Albacete, we wspólnocie autonomicznej Kastylia-La Mancha, w Hiszpanii.
Jest obsługiwana przez pociągi Media Distancia przewoźnika Renfe.

## Położenie stacji
Znajduje się na linii kolejowej Madryt – Walencja w km 226,1, na wysokości 718 m n.p.m., pomiędzy stacjami Villarrobledo i La Roda de Albacete.

## Historia
Stacja została otwarta w dniu 18 marca 1855 wraz z otwarciem odcinka od Alcazar de San Juan do Albacete linii kolejowej między Madrytem i Almansa, w celu połączenia się z Alicante. Zbudowana została przez Compañía del Camino de Hierro de Madrid a Aranjuez. W 1941 roku w wyniku nacjonalizacji kolei w Hiszpanii stacja, jak i linia stała się częścią RENFE.
Od 31 grudnia 2004 infrastrukturą kolejową zarządza Adif.

## Linie kolejowe
- Madryt – Walencja

## Połączenia
| Linia MD | Pociągi         | Z/Do        |  | Do/Z              |
| -------- | --------------- | ----------- |  | ----------------- |
| 45       | MD              | Ciudad Real |  | Alicante-Terminal |
| 46       | Regional Exprés | Ciudad Real |  | Valencia          |
| 57       | MD              | Madrid      |  | Albacete          |